# Ohlystraße 73 (Darmstadt)
Das Haus Ohlystraße 73 ist ein Bauwerk im Darmstädter Paulusviertel.

## Geschichte und Beschreibung
Die zweigeschossige Villa mit neo-barocken Elementen wurde im Jahre 1908 nach Plänen des Architekten Georg Küchler erbaut.
Der durchgehende Hauskubus besitzt ein biberschwanzgedecktes Mansarddach.
Im Erdgeschoss befindet sich ein von hellen Sandsteinsäulen mit verzierten Kapitellen getragener halbrunder Erker.
Die Fensterbrüstungen und Gewände sowie die durchlaufenden Gesimse bestehen ebenfalls aus gelbem Sandstein. 
Das nordwestliche Eckfenster im Obergeschoss besitzt eine auffällige Umrandung und ein schmiedeeisernes Blumengitter.
Stilistisch zum Neo-Barock gehört das als Medaillon ausgebildete Giebelfenster im Dachgeschoss.
Das Sandsteingewände dieses Fensters ähnelt einem Faltenwurf und wird von einem stilisierten Früchtekranz verziert.
Zur Villa gehört auch die historische Einfriedung mit einem aufwendigen Gitter und verzierten Werksteinpfosten mit einem dazu passenden Gartentor.
Für Darmstadt ungewöhnlich ist die Verwendung von gelbem Sandstein.

## Denkmalschutz
Aus architektonischen, baukünstlerischen und stadtgeschichtlichen Gründen steht die Villa unter Denkmalschutz.